# Willem Herregoudts

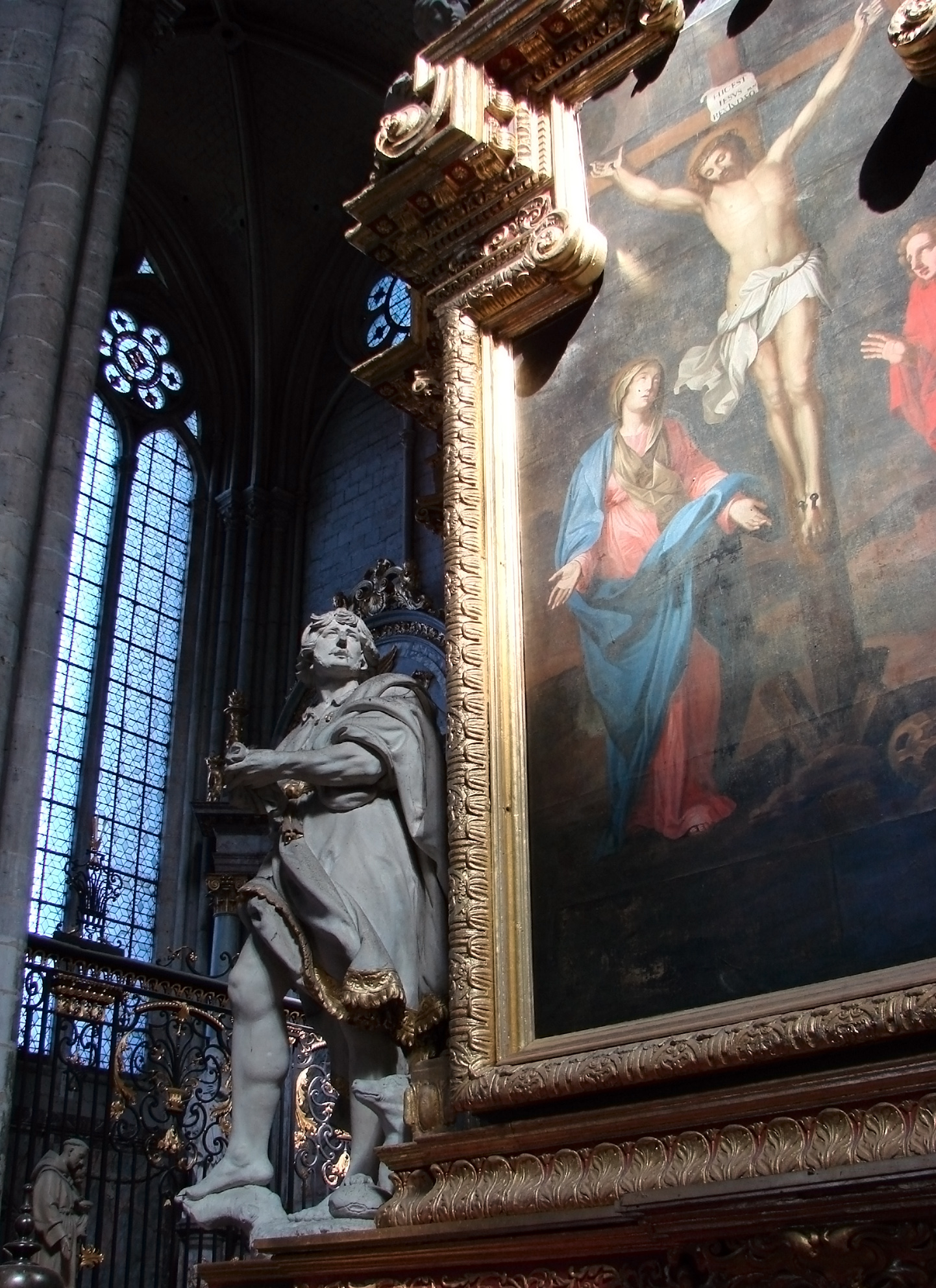
Kruisiging van Hergosse en beeld van Saint Roch door Nicolas Blasset

Willem Herregoudts (Mechelen rond 1640 - Amiens, 1711) was een Zuid-Nederlands kunstschilder uit de 17e en 18e eeuw.  Hij week uit naar Frankrijk, waar hij zich Guillaume Hergosse noemde.
Hij was een zoon van David Herregouts en broer van Hendrik en Jan Baptist Herregouts, allen kunstschilder in Mechelen. 
Van hem is een fraaie Kruisiging in de kapel van de heilige Sebastiaan in de kathedraal van Amiens.